# دعرام (ذي السفال)

تعديل مصدري - تعديل

دعرام محلة تابعة لقرية الكساري، التابعة لعزلة حبير بمديرية ذي السفال إحدى مديريات محافظة إب في الجمهورية اليمنية، بلغ تعداد سكانها 40 حسب تعداد اليمن لعام 2004.